# Raset
Raset är skär i Åland (Finland). De ligger i Skärgårdshavet och i kommunen Brändö i landskapet Åland, i den sydvästra delen av landet. Öarna ligger omkring 85 kilometer nordöst om Mariehamn och omkring 220 kilometer väster om Helsingfors.
Arean för den av öarna koordinaterna pekar på är 0,5 hektar och dess största längd är 150 meter i nord-sydlig riktning. Trakten är glest befolkad. Det finns inga samhällen i närheten.